# ズブルチの偶像

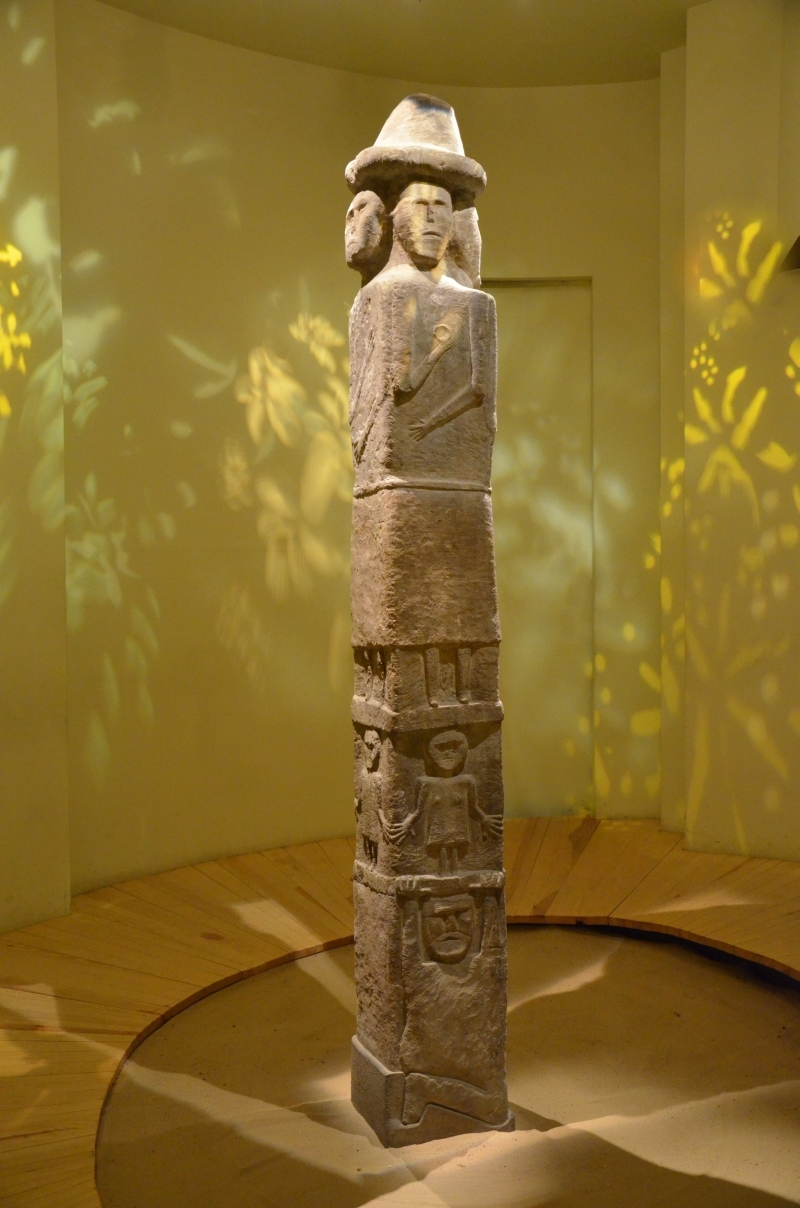
ズブルチの偶像。クラクフ考古学博物館

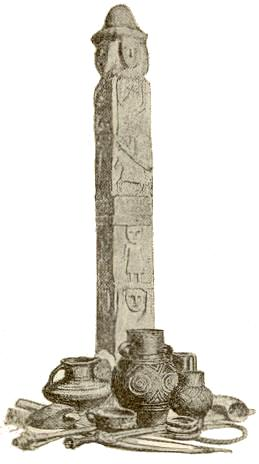
ズブルチの偶像。バルワン（キリスト教以前のスラブ信仰の偶像）の一例

ズブルチの偶像（ズブルチのぐうぞう、ポーランド語：Światowid ze Zbrucza；旧ポーランド・リトアニア共和国領（当時はロシア帝国）で発掘、ウクライナ語：Збручанський ідол、ロシア語：Збручский идол）は9世紀の偶像。より正確に言えば、バルワン（キリスト教以前のスラブ人の偶像）の一例であり、そしてキリスト教以前のスラブ信仰の数少ない記念碑的なものの1つである。全ての浅浮彫と、それらのシンボルの正確な意味に対する見解は異なっているにもかかわらず、この柱はスラブの神スヴェントヴィトと一般的に関連付けられている（後述のように異論もある）。浅浮彫の三階層は世界の三階層を表現していると考えられている。底の方から地下世界、中央は人間の世界、そして一番上の最も大きい階層が天界の神の世界である。
この彫像はキエフ大公国の洗礼（966年にポーランドでキリスト教が受容された）後のある日、キエフとノブゴロドに埋められた多くの偶像のように竪穴に廃棄もしくは埋められたことをほのめかしている。19世紀にズブルチ川（ドニエストル川の支流）が流れを変えたとき、この柱が埋まっている領域が水没した。この柱は1848年に旧ポーランド・リトアニア共和国領の一部であった Liczkowce 村の付近が干魃（かんばつ）のときに発見された。現在のウクライナの Lychkivtsi (Личківці)であり、フシャティン（Husiatyn）のちょうど北である。現在、この彫像はポーランドのクラクフのクラクフ考古学博物館に展示されている。いくつかの博物館に正確な複製が展示されており、モスクワのロシア国立歴史博物館にも展示されている。

## 解説

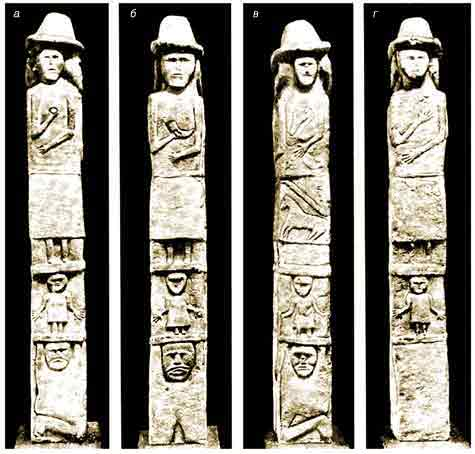
実物の浮彫の写真

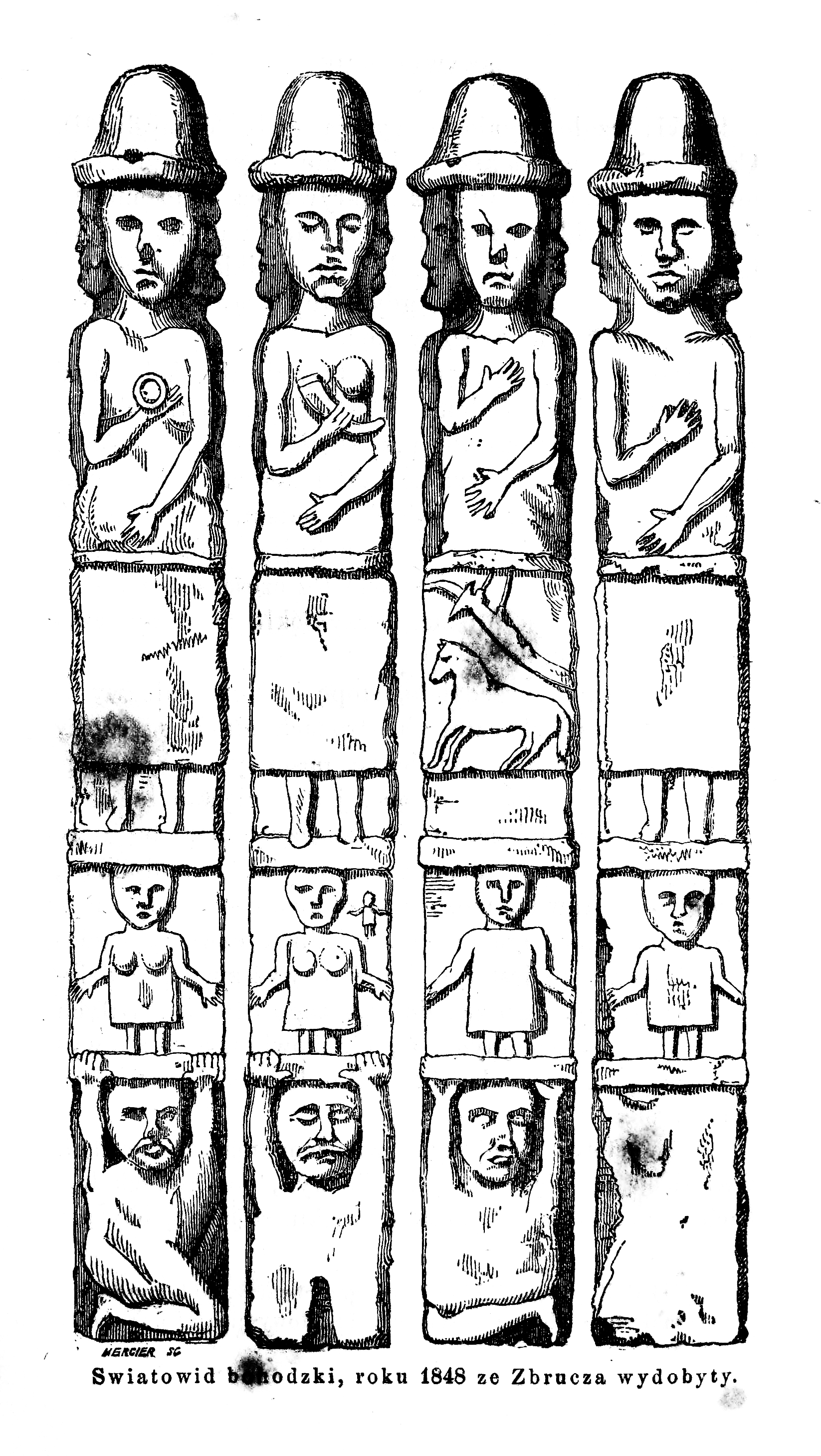
ズブルチの偶像の浮彫の模写（1853年）。太陽のシンボルは描かれていない。

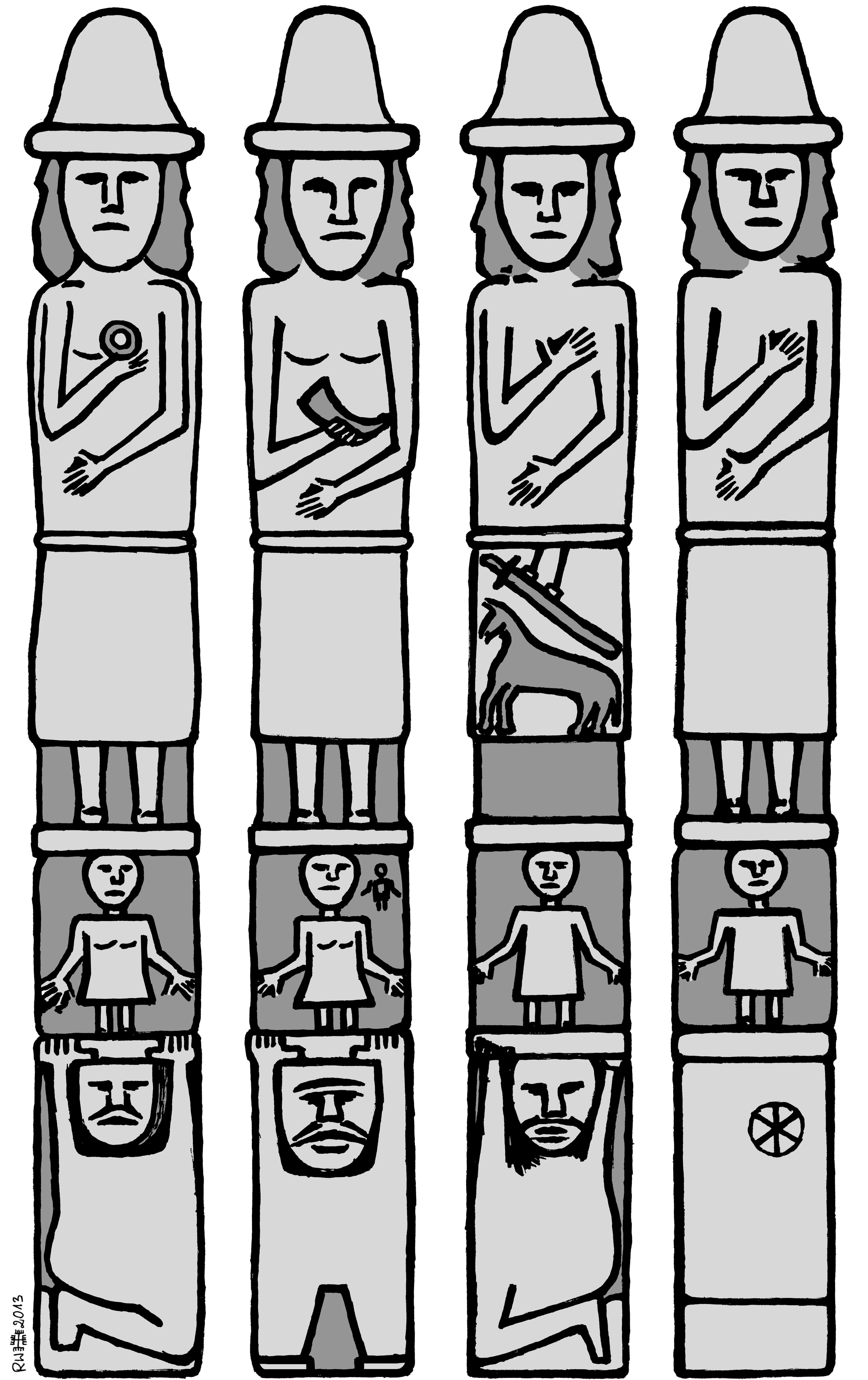
ズブルチの偶像の各面を飾っている浮彫の表現（2013年）。最下層の最も右にある太陽のシンボルは想像で描かれている（現存のものには残っていない）。

ズブルチの偶像は灰色の石灰岩でできた4面の柱であり、高さは2.67m、そして各4面に彫られた三階層の浮彫を持つ（訳注：英語版に grey limestone と書かれていたので、このように訳したが、写真を見る限り灰色に見えない）。最下層は67cm、中間層は40cm、そして最上位層は167cmである（訳注：合計値が合わないが、英語版にこのように書かれていた）。この記念物が1848年に発掘されている間に最下層が壊れて消失していた可能性がある。その浮彫はかなり酷い状態であったが、発掘当時の着色されたいくつかの写しが1960年代に発見された。その浮彫は以下のキャラクターを表現している。
- 最下層の3面は、跪いてヒゲを生やした人物が両手で上の階層を支えていることを表している。第4面は空白である。
- 中間層は両腕を広げたより小さな人物を4面全てに表している。4面中1面だけ人物とともに小さな子供の姿が見える。
- 最上層の4面はこの偶像の最大の人型の像であり、高い丸みのある帽子の下に4つの顔が結合されている。各面は個別の象徴を表している。リングあるいはブレスレッド、角杯あるいは豊穣の角、剣と馬、そして侵食された太陽のシンボルである（訳注：後述によると太陽のシンボルが侵食されて消えてしまったということらしい）。

## 発見と論争
この彫像は干魃（かんばつ）によって川底が見えた間にロシア帝国のポジーリャの Liczkowce 村で1848年8月に発見された。その村の所有者であるコンスタンティ・ザブロースキー（詩人タイモン・ザブロースキーの兄弟）は、ポーランドのミェチスワフ・ポトツキ（Mieczysław Potocki）伯爵にそれを寄贈した。その伯爵は1850年にクラクフ科学協会本部へそのことを報告した。ポトツキは最初にこの彫像がスヴェントヴィトを表現しているかもしれないとの疑問を持った人物でもある。当初、ヤギェウォ大学の図書館に保存されていたが、1858年にルボミルスキー家の邸宅内の一時的な遺物展示会へ移動された。それからクラクフ科学協会本部へ移動した。しかしながら、1950年になって初めてその彫像は永久展示されることになった。1968年からはクラクフ考古学博物館に保存されている。
この歴史的記念物の発見以来、この偶像が正確なところ何を表現しているのかという論争が続いてきた。発見後間もなく、ヨアヒム・レレヴェルは、最上層が2人の髭のある男性と2人の女性を表現していると理論づけた。それらは四季を表現しており、春（リングを持った女性）、夏（角を持った男性）、秋（馬と剣を持つ女性）、冬（何も持たない男性）ということである。
アンドレイ・セルゲイビッチ・ファミンツィンは彼の1884年の著書「古代スラブの神々」でレレウェルの理論に対して反論を行った。代案としてズブルチの柱は単一の神の表現であり、各層の4面全てが単一のものを表現していると主張した。ポトスキー伯爵によって最初に提案されたものとして、その神はスラブ民族の4つの顔を持つ神スヴェントヴィトの表現であると伯爵は認識した。その神は主にリューゲン島と関係しているとされてきたが、現在ではスラブ民族全体と関連していると理解されている。スヴェントヴィトであるという推論は、木製の神殿に置かれていたリューゲン島の神が神聖な剣、角杯、そして馬を伴っていたと歴史的資料が記述していたからである。ファミンツィンは世界の三階層に関連しているとして三階層構造を認識した最初の人物でもある。その三階層はスラブの神トリグラフと関連している。
その神がスヴェントヴィトと同一であるということは ガブリエル・レンチク によっても支持された。以前、何も持たない男性だと信じられていた面に侵食された太陽のシンボルがあったということを突き止めた。ヘンルィク・ウォヴミャンスキによるもう一つの理論（スラブの信仰についての1979年の彼の論文に書かれている）は、完全にスラブ民族のものではないというものだった。その神は石で作られており、木で作られていない。木はスラブ民族の基本的な建築材料であった。しかし、それでもスヴェントヴィトの伝説は全てのスラブ文化に存在する。
ボリス・ルイバコフは、1987年の自身の著作である「古代 Rus（ロシアの部族）のペイガニズム」において、最上層の4面は4つの異なるスラブの神を表現していると主張した。4つの神は2人の女神と2人の男神であり、それらの神と関連する中間層の人物は常に反対の性別であるとした（訳注：浮彫の図を見る限り、女神の下にいる人間は女性である。英語版の誤記？）。ルイバコフの仮説によると、馬と剣を持つ男神は雷神ペルーンであり、豊穣の角を持つ女神はモコシ、リングを持つ女神はラーダ、そして太陽のシンボルを持つ男神（地下世界の何もない面の上にいる）はダジボーグ（太陽光の神。太陽は物体ではなくて属性である。したがって、太陽のシンボルの位置はその神の手の中よりもむしろ衣服の上である）である（訳注：浮彫の図を見る限り太陽のシンボルは最下層にあるように見える。ルイバコフ氏の見解は図と異なるのだろうか？）。さらにルイバコフは地下世界の神はヴォーロスであると提案している。
ルイバコフは偶像の前面は角を持つ女神の面であると主張している。その根拠は最下層の人物像に基づいている。角を持つ女神の面の最下層の人物は正面から見ているように足を見せている。その2つの隣接した面は足を横にして見せている。最後にルイバコフはこの偶像の全体的な男根の形状はより小さな人物像の全てを結合したものに違いなく、単体の包括的な全能のより大きな神であるロード（スラブ神話）であると信じている。